# Dławigad malajski
Dławigad malajski (Mycteria cinerea) – gatunek dużego ptaka brodzącego z rodziny bocianów (Ciconiidae), występujący w Azji Południowo-Wschodniej. Ptak nieliczny, zagrożony wyginięciem.

## Zasięg występowania i środowisko
Południowo-wschodnia Azja; występuje na terenach Kambodży, Półwyspu Malajskiego i Indonezji (wyspy Sumatra, Jawa i Celebes); zalatuje do Wietnamu i Tajlandii. Zdecydowana większość populacji występuje w Indonezji.
Ptak ten zasiedla głównie strefy przybrzeżne, pokarm zdobywa na rozległych bagnach, natomiast gniazduje w miejscach graniczących z namorzynami i słodkowodnymi, leśnymi bagnami i torfowiskami. Widywany również na jeziorach, stawach i polach ryżowych. Spotykany do 50 km od wody, czasami żywi w pobliżu osiedli ludzkich.

## Systematyka
Po raz pierwszy opisany przez Rafflesa w 1822 roku pod nazwą Tantalus cinereus. Dawniej umieszczany był w rodzajach Ibis, Tantalus lub Pseudotantalus. Takson monotypowy, nie wyróżniono podgatunków.

## Morfologia
Długość ciała 95–100 cm. Długość skrzydła 43,5–50 cm, wierzchołka dzioba 19,4–27,5 cm, skoku 18,8–25,5 cm i ogona 14,5–17 cm. Upierzenie ogólnie koloru białego lub mlecznego poza błyszcząco zielonym ogonem i lotkami. Dziób koloru żółtego. Nagie części ciała (głowa i nogi) koloru czerwonego. Pióra młodych ptaków koloru szarego, z większym upierzeniem głowy. Nagie części ciała u młodych ptaków koloru żółtego matowego.

## Tryb życia

### Pożywienie
Poluje na duże poskoczki z rodzaju Periophthalmus o długości ciała o 10–23 cm, także na małe ryby, węże, żaby, krewetki i kraby. Większość obserwowanych metod polowania polega na sondowaniu długim dziobem powierzchni wody i wykrywania poprzez dotyk pływających w niej ryb. Czasami poluje również poprzez obserwację. Dzienne spożycie pokarmu szacuje się na około 630 g, a poluje tylko około dwóch godzin. Często przebywa w płytkich basenach lasów namorzynowych, gdzie występuje duże zagęszczenie ryb.

### Rozród
Okres rozrodczy prawdopodobnie przypada na porę suchą (lipiec–sierpień) zarówno na Sumatrze, jak i na Jawie, chociaż na Pulau Rambut zaobserwowano rozród w listopadzie i marcu. Gniazduje w koloniach na drzewach. Gniazdo zazwyczaj znajduje się 6–12 m nad ziemią, na dużym drzewie. Samica znosi od 1 do 4 jaj. Szczegóły wychowu młodych nieznane.

## Status i ochrona
Dławigad malajski jest objęty konwekcją CITES (załącznik I). W Czerwonej księdze gatunków zagrożonych Międzynarodowej Unii Ochrony Przyrody od 2013 roku zaliczany jest do kategorii EN (zagrożony wyginięciem); wcześniej, od 1994 roku miał kategorię VU (gatunek narażony). Liczebność populacji szacuje się (2016) na około 1500 dorosłych osobników. Trend liczebności uznawany jest za mocno spadkowy ze względu na presję ze strony myśliwych na terenach lęgowych oraz utratę i przekształcenie siedlisk na wybrzeżach.